# Favoriten
Favoriten Bécs X. kerülete. Favoriten Landstraße, Simmering, Liesing, Meidling, Margareten, Wieden és Alsó-Ausztria községekkel határos.

## Részei
|  | - Favoriten - Inzersdorf-Stadt - Oberlaa - Rothneusiedl - Unterlaa |

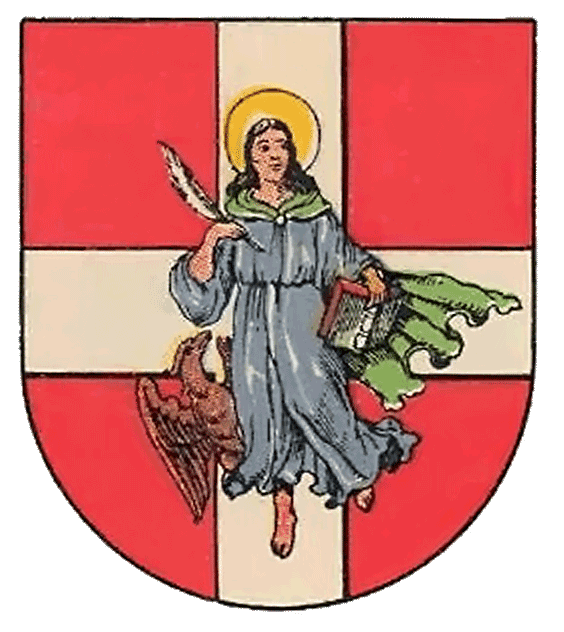
Favoriten
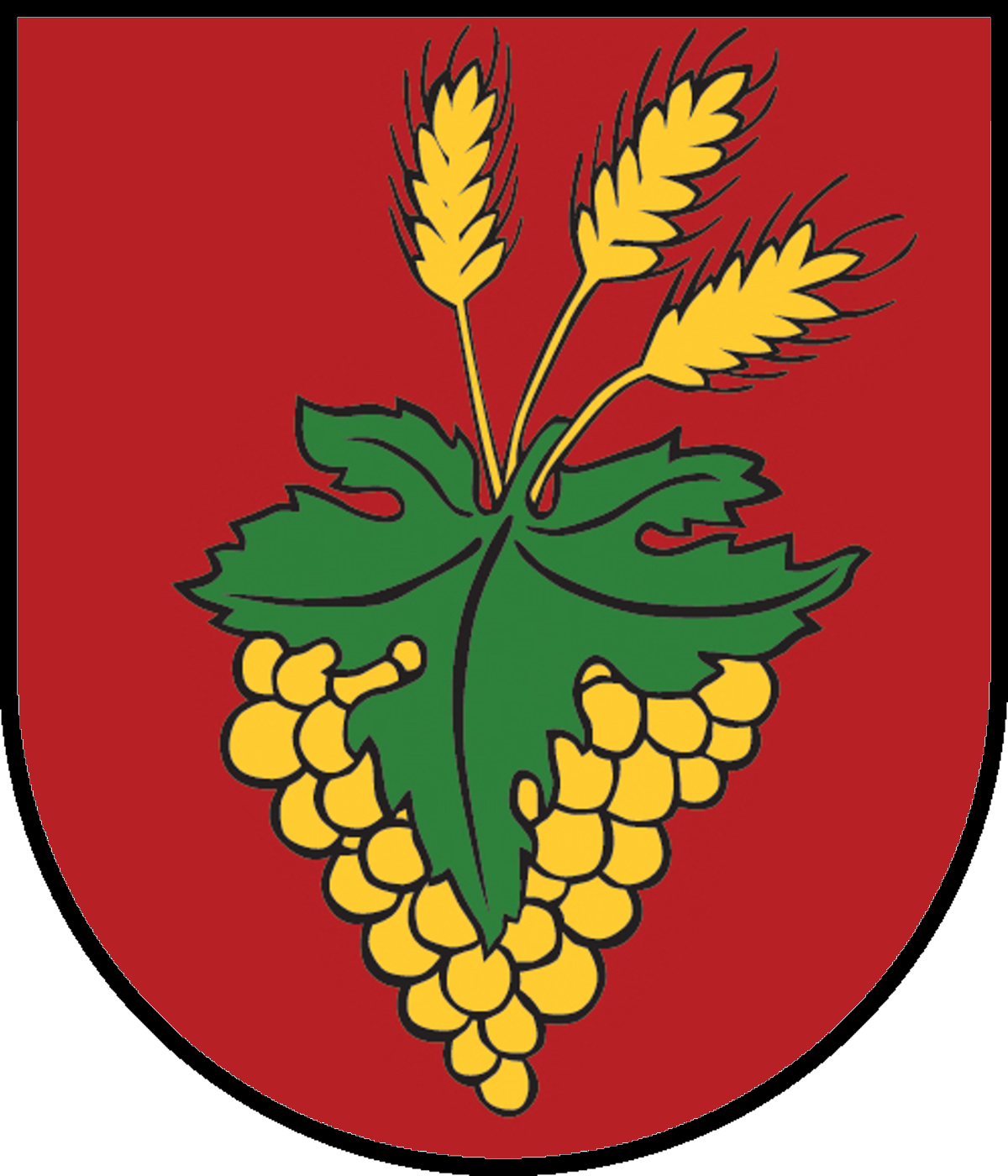
Inzersdorf-Stadt
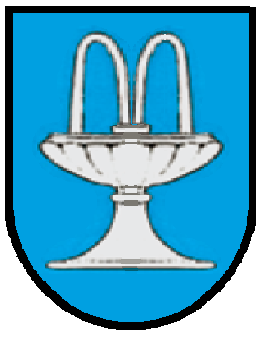
Oberlaa
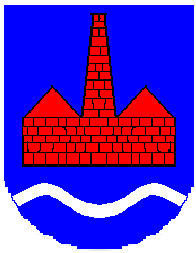
Rothneusiedl
Unterlaa

Favoriten kerület északi része a hagyományos értelemben vett, történelmi Favoriten, hajdani munkáskerület, négyzetrácsos utcarendezéssel, ahol az épületek nagyrésze 100 évnél régebbi.

## Története
A Favoriten-t 1874-ben alapították új 10. kerületként Wieden és Margareten néhány részéből.

## Látnivalók
- A bécsi főpályaudvar

## Képek

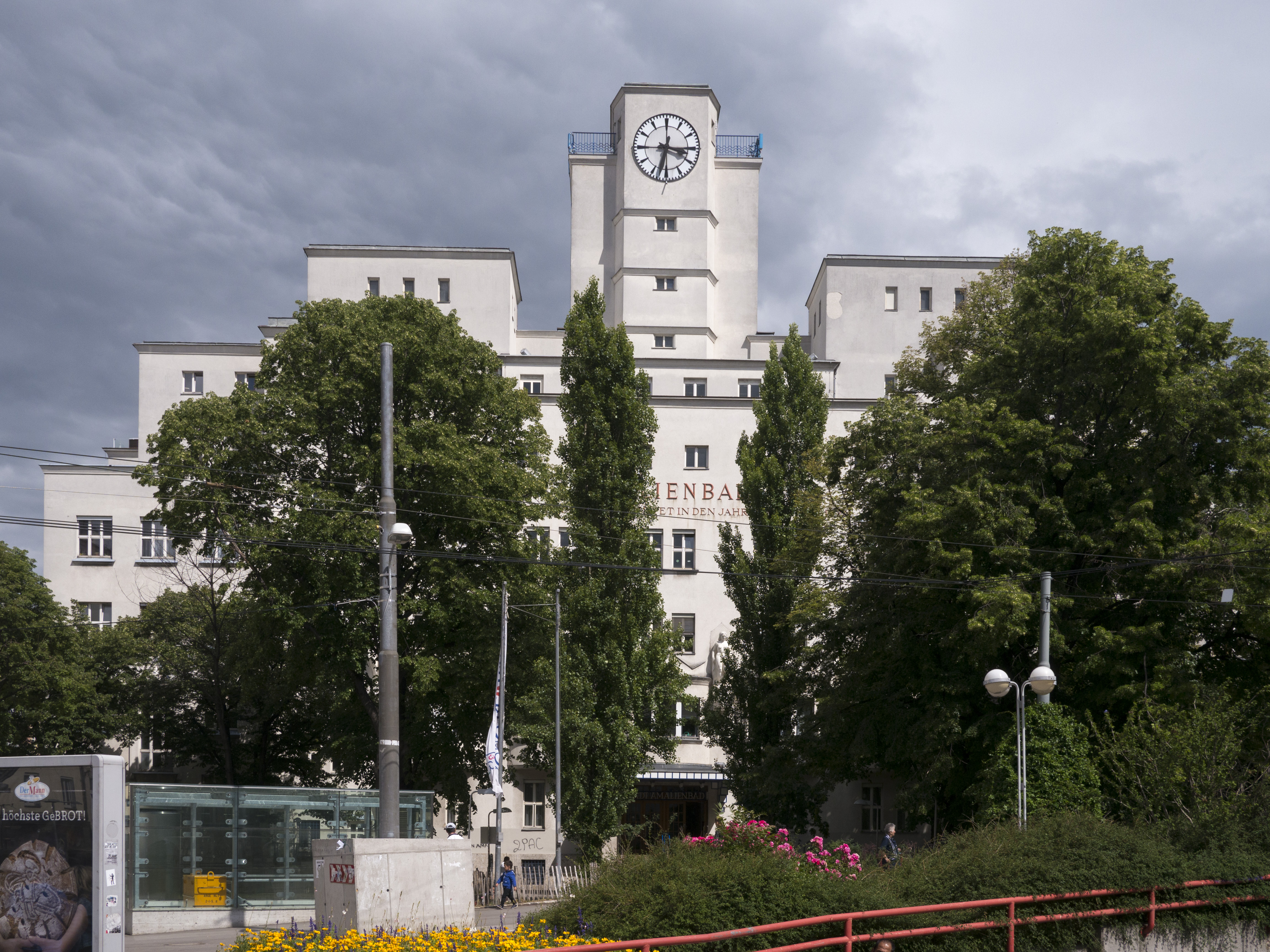
Amália fürdő (Amalienbad)
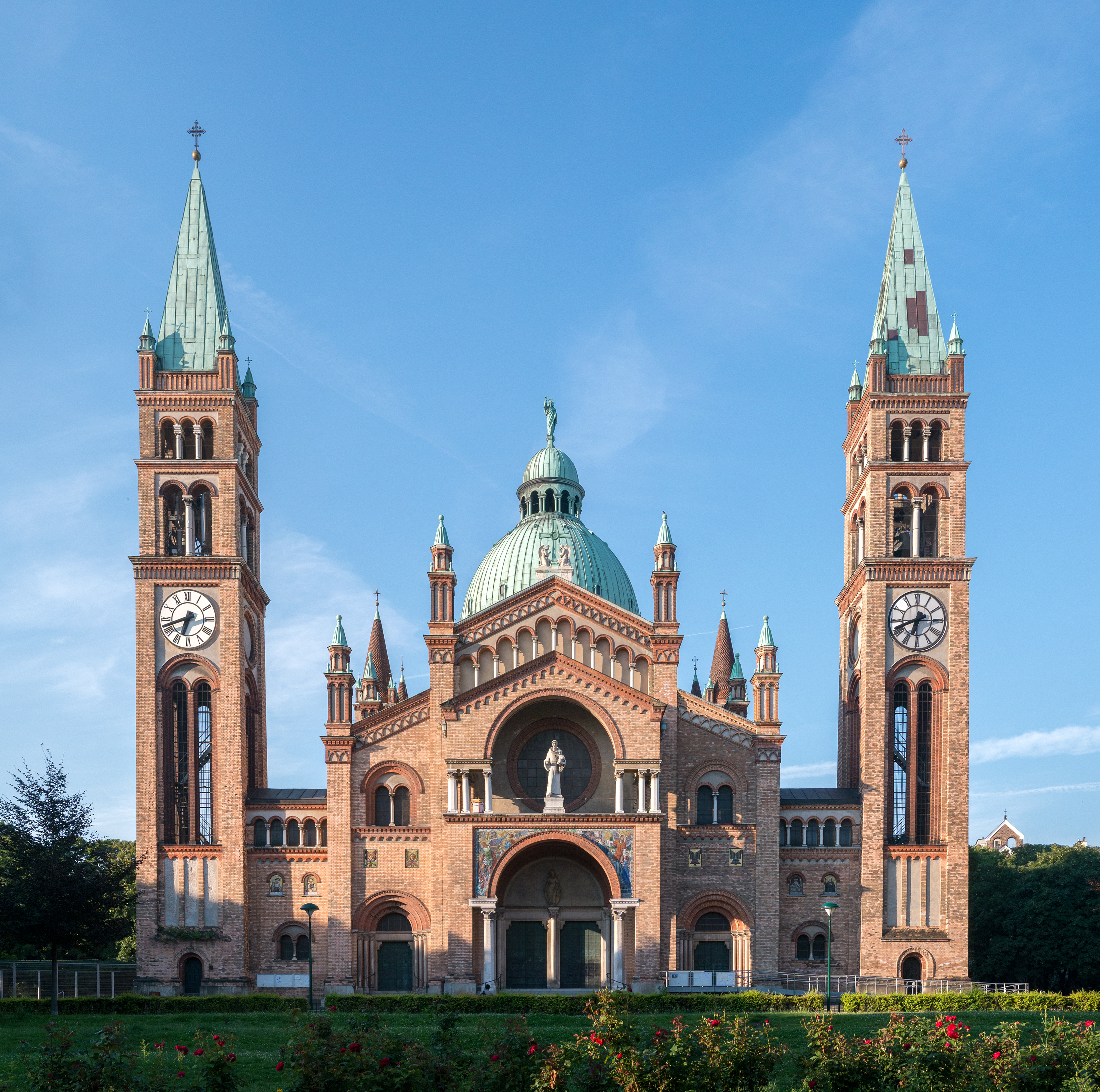
Antaltemplom (Antonskirche)
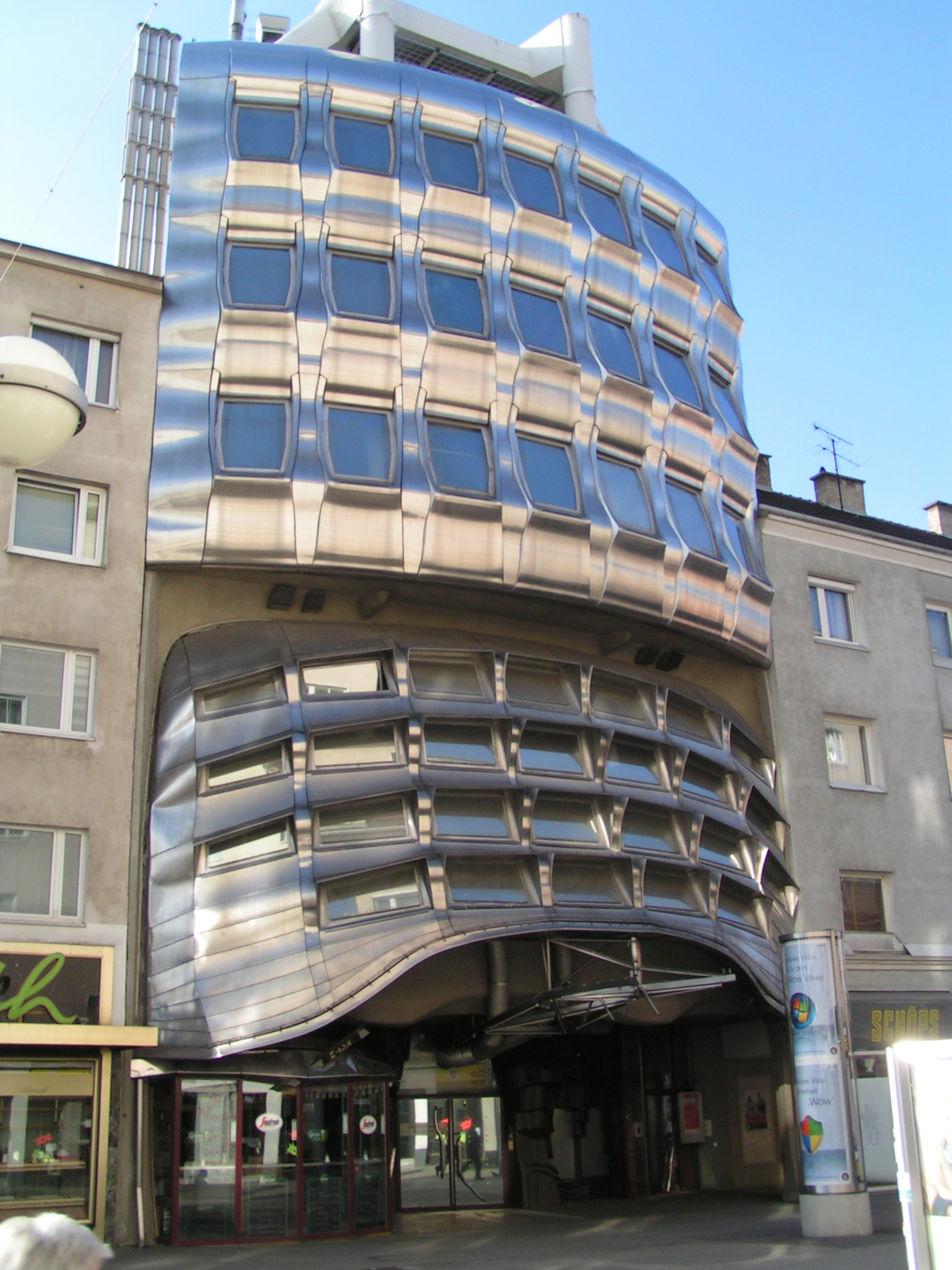
Domenig-Haus
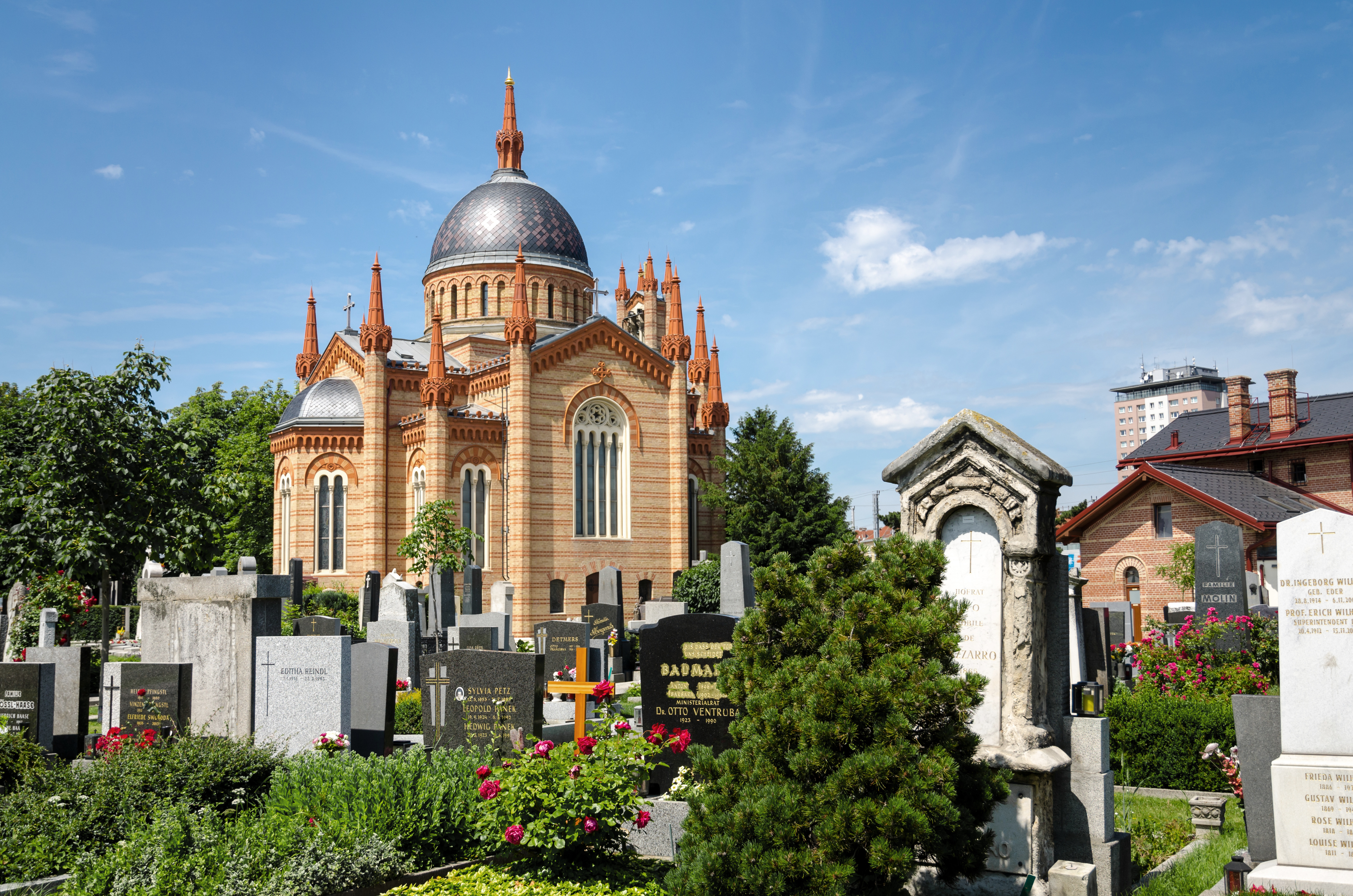
Evangélikus templom
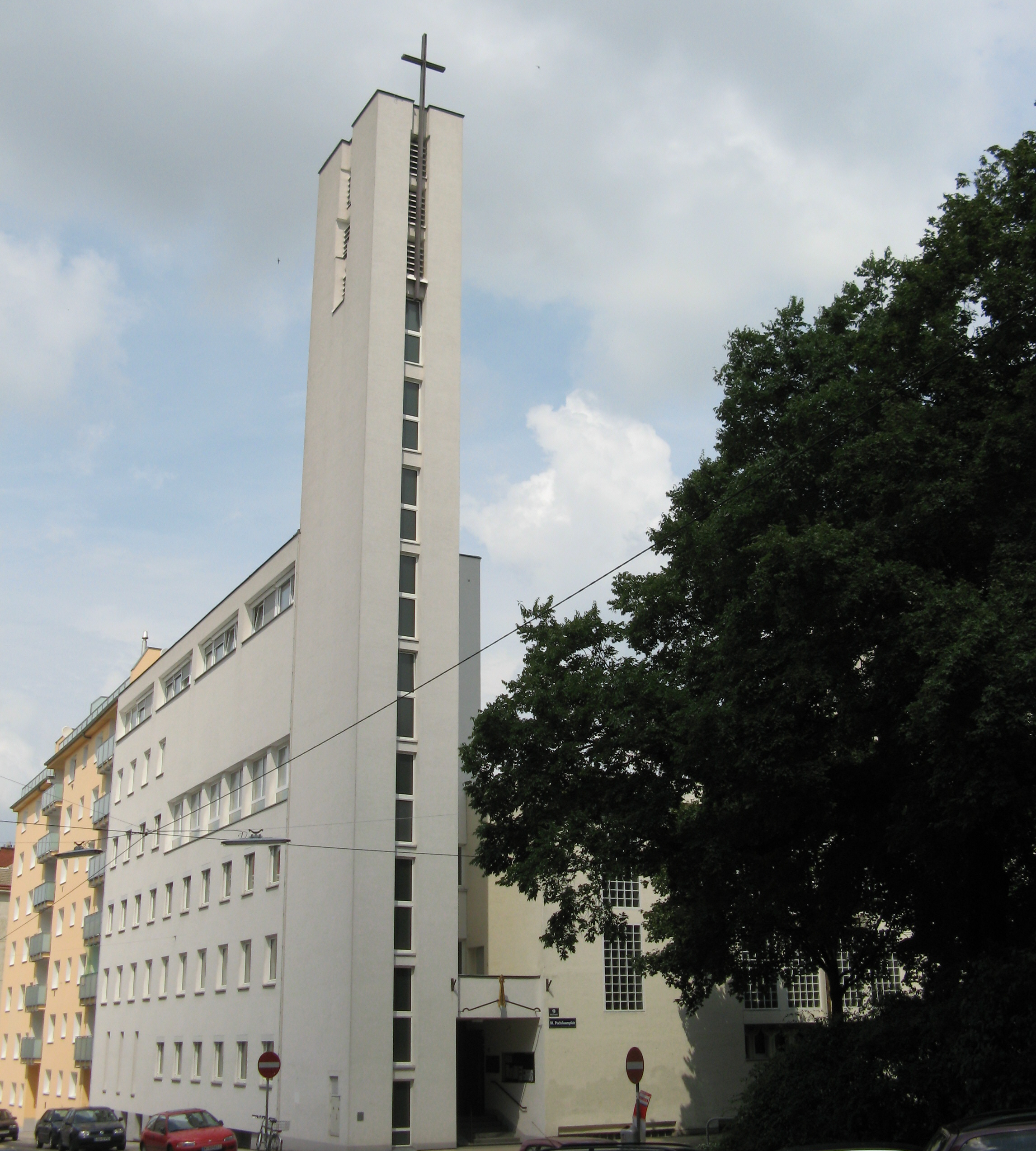
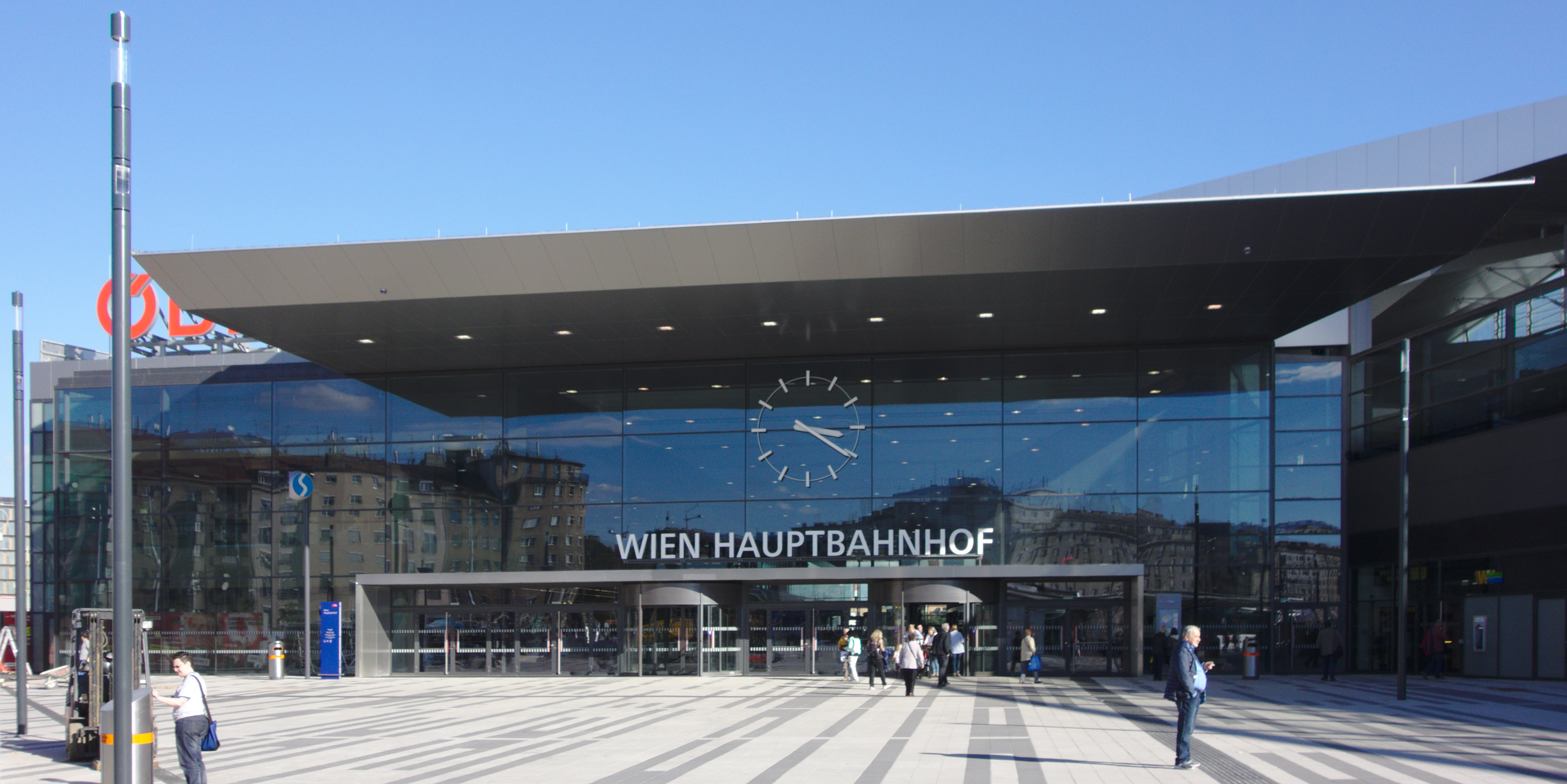
Főpályaudvar (Wien-Hauptbahnhof)

## Népesség
Népességnövekedés
forrás:: Statistik.at

## Fordítás
- Ez a szócikk részben vagy egészben  a   Favoriten című német Wikipédia-szócikk fordításán alapul.  Az eredeti cikk szerkesztőit annak laptörténete sorolja fel. Ez a jelzés csupán a megfogalmazás eredetét és a szerzői jogokat jelzi, nem szolgál a cikkben szereplő információk forrásmegjelöléseként.